# 蕭山区
蕭山区（しょうざん-く）は中華人民共和国浙江省杭州市に位置する市轄区。銭塘江の南岸にあり、杭州の中心部とは川を隔てて臨む。

## 歴史
2年（元始2年）に前漢により余曁県が設置された。222年（黄武元年）、呉により永興県と改称された。742年（天宝元年）、唐により蕭山県と改称された。1988年、県から県級市に昇格。2001年に杭州市の市轄区に改編された。

## 行政区画
- 街道：城廂街道、北干街道、蜀山街道、新塘街道、靖江街道、南陽街道、聞堰街道、寧囲街道、盈豊街道、新街街道
- 鎮：楼塔鎮、河上鎮、戴村鎮、浦陽鎮、進化鎮、臨浦鎮、義橋鎮、所前鎮、衙前鎮、瓜瀝鎮、益農鎮、党湾鎮